# 827
Évszázadok: 8. század – 9. század – 10. század
Évtizedek: 770-es évek – 780-as évek – 790-es évek – 800-as évek – 810-es évek – 820-as évek – 830-as évek – 840-es évek – 850-es évek – 860-as évek – 870-es évek
Évek: 822 – 823 – 824 – 825 –  826 – 827 – 828 – 829 – 830 – 831 – 832

## Események

### Európa
- I. Zijadat Alláh észak-afrikai aglabida emír tízezer harcost ad a segítséget kérő Euphémiosz szicíliai bizánci tengernagy mellé. Miután azonban partra szálltak s szigeten a muszlimok gyakorlatilag félreállítják Euszebioszt és elkezdik Szicília meghódítását. A városok többsége megadja magát, de Palermóban és Siracusában ellenállnak; utóbbit az arabok ostrom alá veszik.
- Omurtag bolgár kán, miután hiába panaszkodott Jámbor Lajos frank császárnál, hogy a frank grófok védelmükbe veszik az ellene fellázadt alsó-pannóniai szlávokat, hadjáratot indít a szláv törzsek ellen, elfoglalja Belgrádot és Sirmiumot, Kelet-Szlavóniáig visszaállítja fennhatóságát a Kárpát-medence déli részén és saját embereit ülteti a behódoló szlávok élére.
- Meghal Agnello Participazio velencei dózse. Utóda idősebbik fia, Giustiniano Participazio, aki uralmát veszélyeztető öccsét, Giovannit Zárába száműzi.
- Ludeca merciai király a lázadó kelet-angliaiak ellen vonul, de - akárcsak elődje, Beornwulf ez előző évben - elesik az ellenük vívott csatában. A merciai trónt Wiglaf szerzi meg, míg Kelet-Angliában a felkelők egyik vezetője, Æthelstan királlyá kiáltja ki magát.
- I. Horik dán király elűzi a frankok által rákényszerített uralkodótársát, a keresztény Harald Klakot.
- Meghal II. Jenő pápa. Utódjául . Bálint pápa negyven nappal később meghal, utódja  IV. Gergely.[1]

### Abbászida Kalifátus
- Al-Mamún kalifa az iszlám racionális mutazilita teológiáját teszi hivatalossá. Az ellenszegülők különféle üldöztetésnek teszik ki magukat, van akit bebörtönöznek, másokat kivégeznek.
- Két bagdadi csillagász, Hálid ibn Abd al‐Malik al‐Marvarrúdí és Alí ibn Ísá al-Aszturlábí megméri egy földrajzi fok hosszát és a Föld kerületét 40 248 km-ben határozzák meg.

### Kína
- A kormányzatot irányító eunuchok meggyilkolják az önkényeskedő, züllött életmódú 17 éves Csing-cung császárt. Helyére nagybátyját (Mu-cung császár öccsét), Li Vut tervezik ültetni, de mikor Li Vu megpróbálja lemondatni a legbefolyásosabb eunuchokat, palotaforradalomban meggyilkolják és Csing-cung 15 éves öccsét, Li Hant kiáltják ki császárrá; ő a Ven-cung uralkodói nevet veszi fel.

## Születések
- Ibn al-Ravandi, muszlim teológus

## Halálozások
- január 2. -Szent Adalard, frank teológus
- január 9. - Tang Csing-cung, kínai császár
- augusztus 27. – II. Jenő, római pápa
- október 10. – Bálint, római pápa
- Agnello Participazio, velencei dózse
- Claudius, torinói érsek
- Ludeca, merciai király

## Fordítás
- Ez a szócikk részben vagy egészben  a(z)   827 című angol Wikipédia-szócikk ezen változatának fordításán alapul.  Az eredeti cikk szerkesztőit annak laptörténete sorolja fel. Ez a jelzés csupán a megfogalmazás eredetét és a szerzői jogokat jelzi, nem szolgál a cikkben szereplő információk forrásmegjelöléseként.